# Augustin Caliani
Augustin Caliani (20 septembrie 1879, Zoreni - 24 septembrie 1969, București) a fost un profesor, preot greco-catolic și director al liceului de băieți din Blaj, deputat în Marea Adunare Națională de la Alba Iulia.

## Viața
După studiile primare, în satul natal, și cele gimnaziale, la Târgu Mureș, urmează studiile liceale la Blaj și Sibiu, apoi se înscrie la Universitatea din Cluj, unde studiază și se specializează în limbile latină, maghiară și română. Deschis spre studiu și cunoaștere, Augustin Caliani este trimis în 1902 de Ministerul Instrucțiunii Publice de la Budapesta în Italia pentru a se specializa în arheologie antică și artă.
A fost hirotonit preot în 1911 și, datorită meritelor sale în slujirea Bisericii, a fost numit protopop onorariu și asesor consistorial.
Fire întreprinzătoare și activă, Augustin Caliani, în calitatea sa de secretar general al Serbărilor Jubiliare, a avut un rol important în organizarea și desfășurarea manifestărilor din 1911 ale Astrei la Blaj. La Liceul „Sfântul Vasile cel Mare” din localitate, a predat latină și maghiară. Între 1919-1928, a condus instituția. Printre elevi, s-a numărat și Avram P. Todor.
În 1928, s-a mutat în capitală, unde a devenit director general al învățământului particular din Ministerul Educației Naționale. A sprijinit școlile cu predare în limba română, indiferent de confesiune. Activitatea i-a fost apreciată prin decernarea Ordinului „Răsplata muncii pentru învățământ” clasa I.
A fost vicepreședinte al Despărțământului ASTRA din București.
A colaborat cu articole și studii la publicațiile blăjene „Foaia scolastică”, „Cultura creștină”, „Unirea”, și „Unirea poporului”.

## Lucrări publicate
- Urmele domniei române în Ardeal (Blaj, 1915);
- Crâmpeie din suferințele Blajului în Războiul Mondial (București, 1937);
- Părți alese din Ovidiu, Sallustin, Cicero și Horațiu (1944).

## Activitatea politică

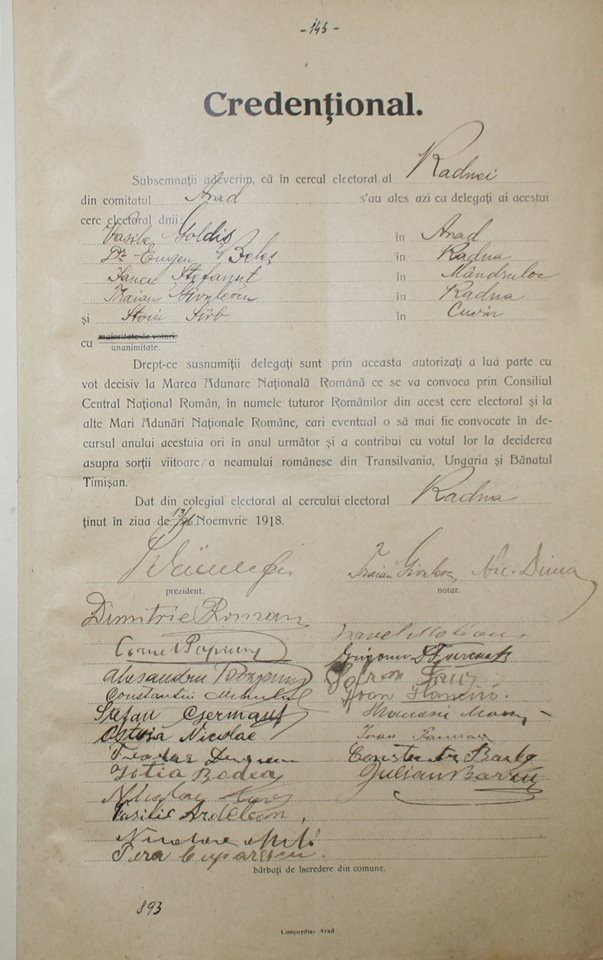
Credențional

A fost reprezentant al Consiliului Național Român din Blaj.